# Alcanar
Alcanar és un municipi del Montsià, situat a l'extrem sud de la comarca, al límit amb el País Valencià. El nucli principal és eminentment agrícola, especialitzat en cítrics, mentre que el nucli costaner de les Cases ha estat dedicat tradicionalment a la pesca i a la restauració.
El nom d'Alcanar (també anomenat el Canar o, localment, lo Canar) sembla que prové del llatí canabae, que eren assentaments civils sorgits a recer d'establiments militars permanents o estacionals.

## Geografia
- Llista de topònims d'Alcanar (Orografia: muntanyes, serres, collades, indrets..; hidrografia: rius, fonts...; edificis: cases, masies, esglésies, etc).

Des de la creació del Regne de València, Alcanar sempre ha estat el poble més meridional del Principat de Catalunya, situat al final del marge esquerre del riu de la Sénia. Malgrat això, aquesta frontera mai no ha existit en la vida quotidiana, ja que Vinaròs n'ha estat la capital de l'arxiprestat, social, econòmica i comercial. A més, també pertany a la Confederació Hidrogràfica del Xúquer. Limita al nord, amb la Ràpita, pel barranc de la Granja; per l'interior, amb Ulldecona; pel sud, amb Vinaròs; i per l'est, amb la Badia dels Alfacs i el mar obert de la Mediterrània. A causa de les antigues pràctiques i lleis que afectaven la pastura, també té un punt de contacte, a l'extrem més nord-occidental, anomenat la Foradada, amb Freginals.
Representa, així, una franja paral·lela a la costa, de 47 quilòmetres quadrats, 16 de longitud i quasi 3 d'amplada, entre la part sud de la serralada del Montsià i la platja, cosa que li atorga un microclima propi i característic, més comparable al de la Marina Alta que al de les terres del voltant. Dintre del terme municipal d'Alcanar, podem trobar quatre nuclis de població: Alcanar, les Cases d'Alcanar, Alcanar-Platja i la Selleta.
Alcanar Costa és un sector a la riba del mar a prop del Roquer del Bou, al nord de les Cases d'Alcanar, on també hi ha una zona residencial a tocar de la carretera N-340.
El seu punt més elevat és la Torreta del Montsià, al límit amb Ulldecona, amb 763 metres d'altitud. Des de certs punts elevats del nucli principal és possible albirar Vinaròs, Benicarló, Peníscola, Sant Jordi del Maestrat i Cervera del Maestrat.

## Història

### Edat antiga
Segons els treballs d'excavació duts a terme al jaciment de Sant Jaume-Mas d'en Serrà i a la Moleta del Remei, podem constatar indicis de nuclis poblacionals establerts dintre de l'actual terme municipal d'Alcanar a partir del s. VII aC, coincidint en una arribada de grups culturalment relacionables amb els Camps d'Urnes del ferro, procedents possiblement dels territoris de més al sud i del sud-oest.
A la zona costanera del nord del riu Sénia, podem constatar, segons les diferents campanyes d'excavacions que s'han fet al jaciment de Sant Jaume-Mas d'en Serrà des de l'any 1997, que hi havia a la zona una unitat politicoterritorial fonamentada almenys en quatre assentaments: dos al terme municipal d'Alcanar —Sant Jaume-Mas d'en Serrà i la Moleta del Remei— i dos al terme municipal d'Ulldecona —La Cogula i La Ferradura— ambdós inscrits dins d'un radi màxim de 5 km.
De l'època ibèrica destaca el Poblat ibèric de la Moleta del Remei, que forma part de la Ruta dels Ibers, en un avançat estat de prospecció —iniciada al primer quart del segle XX— que va estar habitat en 3 fases diferenciades. La primera a l'edat del ferro, del s. VII aC fins al primer terç del s. VI aC, coincidint amb el poblament de Sant Jaume-Mas d'en Serrà; després d'aquesta etapa restarà deshabitat uns 150 anys i es tornarà a ocupar cap al 450 aC aproximadament; i fins al s. II aC, quan progressivament el poblament va minvant fins a desaparèixer.
Als romans se'ls atribueix el paper de fundadors del nucli principal i els qui van batejar el poble. Tot i això, hi ha poca informació d'aquesta època, reduïda a unes poques troballes de monedes de bronze de l'època de Claudi. Durant unes excavacions per a les conduccions de gas natural, s'hi van trobar les restes d'una vil·la romana, prop del pont de les Calafes; tot i això, les restes es van tornar a cobrir sense intentar recuperar-les.

### Edat mitjana
Alcanar va ser habitat per població musulmana, que va ser la que va consolidar-ne el nucli, establint-hi un sistema econòmic basat en el cultiu de l'olivera. Hi van deixar empremta evident en el lèxic (garrama, marraixa, aixumara, jagaloies) i en l'economia (almassara), en l'arquitectura (carrers tortuosos), i dues necròpolis trobades i dues alqueries.
Les darreres setmanes de 1237 —quan Vinaròs, Cervera i altres pobles meridionals ja havien capitulat davant l'Orde de Sant Joan de l'Hospital— Alcanar era un petit poble que encara quedava per conquerir; i Hug de Folcalquer, comanador d'Amposta, es va presentar amb els seus homes per repoblar-lo. El 28 de febrer de 1239, havent portat unes poques desenes de pobladors, els va atorgar Carta pobla, integrant el nucli a la batllia d'Ulldecona, de manera que va quedar posteriorment integrat a Catalunya, a diferència dels altres pobles conquerits en temps de Jaume I. Va quedar prompte despoblat, a causa de la seua condició de massa proper a la frontera amb el món islàmic per ser un llogarret. L'11 de maig de 1252 Bernat de Salanova va atorgar nova carta de població, amb unes condicions més exigents, com l'obligació de tenir la casa coberta abans de nadal, sota multa de 50 sous per incompliment. Aquesta nova carta va donar el seu fruit, ja que els nous pobladors —vinguts del Solsonès, Berguedà, Osona, Rosselló, la Cerdanya, l'Alt Urgell, el Pallars i la Ribagorça— van romandre amb fidelitat a l'orde de Sant Joan de l'Hospital.

### Edat moderna
El poble, d'uns 150 habitants, emergia econòmicament però la seva proximitat al mar va forçar les autoritats a aixecar-hi torres de protecció i vigilància de la costa. La inseguretat, juntament amb les males collites, les pestes i les fams van limitar el creixement del poble. Un definitiu atac el 30 de juliol de 1504 va impulsar a construir-hi una muralla amb vall al voltant del poble. Uns anys abans, el 1449, el comanador d'Amposta havia atorgat batllia pròpia a Alcanar; i es segregà, per tant, d'Ulldecona.
L'any 1709 algunes autoritats del moment van aprofitar la Guerra de Successió per negociar certs privilegis, de manera que es van alinear amb el bàndol filipista. A partir d'aquí, el poble va obtenir el títol de "Fidelísima villa de Alcanar" i al seu escut hi aparegueren el lleó, els castells (de Lleó i Castella) i la flor de lis borbònica, al costat de les canyes i la creu de l'orde. El 1740, amb el perill de les invasions per mar esvaït, es fundà el nucli de pescadors de les Cases d'Alcanar, poblat per canareus.
Durant les Guerres Carlines, Alcanar estava envoltat per importants bastions oposats: Ulldecona (carlí) i Vinaròs (isabelí); i era un poble pretès per ambdós, fins al punt que encara ara és popular la dita: "Ulldecona la bacona, Vinaròs lo Capità, Peníscola la bandera i Alcanar nostre serà", on els isabelins expliquen l'estat de la guerra. Però el 17 d'octubre de 1835, Cabrera va assetjar, atacar i conquerir el poble i hi provocà incendis i saquejos.

### Època contemporània
L'any 1915 li va ser concedit el títol de ciutat. L'expansió urbana del veí poble de Sant Carles de la Ràpita i la població de l'anomenat Barri Español (una extensa finca a l'extrem septentrional d'Alcanar, propietat de Candelària Español, que ella mateixa va vendre en petites parcel·les) per part de rapitencs, va impulsar la segregació d'una part del terme d'Alcanar, que en aquell moment arribava a dins el poble i va passar a arribar al Barranc de la Granja, proper també al nucli i que és on abasta avui dia.

## Economia
Després de les gelades de meitat dels anys 50 que van malmetre l'agricultura d'olivera, i amb la proliferació de pous de regadiu, es va impulsar el cultiu de cítrics i vivers de cítrics. Això va portar una elevada prosperitat al poble, juntament amb la troballa per part d'Adrià Gil de Ferrana d'una nova espècie de taronja: la navelate, valorada al mercat per ser dolça i tardana, que va repartir la llavor (branques per fer empelts) als pagesos que l'hi sol·licitaven. Aquesta font econòmica ha estat sòlida fins als anys 2000, quan la crisi dels cítrics, consistent en una caiguda dels preus per davall dels costos de producció, obliga els canareus a diversificar l'economia, principalment cap al sector serveis.
Malgrat la greu crisi que afecta el sector a Alcanar i la seva àrea d'influència directa, es cultiven unes 7.500 hectàrees que produeixen unes 120.000 tones de cítrics a l'any. La varietat predominant en l'actualitat és del grup de la mandarina clementina, d'entre la qual destaca molt per sobre de la resta la varietat de clementina de Nules o Clemenules. És precisament aquesta la que s'està popularitzant darrerament com a clementina d'Alcanar.
A les Cases els restaurants gaudeixen d'un elevat reconeixement, fet que els ha arribat a donar durant tot l'any un volum estable de clients de qualitat. Durant els mesos d'estiu han tingut èpoques com les d'un ple de cap de setmana quasi constant. L'activitat turística recupera l'activitat dels sectors de la distribució i serveis del municipi.

## Demografia
Distribució de la població en els diferents nuclis urbans (dades del 2013):
| Entitat de població | Habitants (2024) |
| Alcanar             | 6.898            |
| la Martinenca       | 1.480            |
| les Cases d'Alcanar | 1.472            |
| la Selleta          | 21               |
| Font: Idescat       |                  |

| 1497 f | 1515 f | 1553 f | 1717 | 1787 | 1857  | 1877  | 1887  | 1900  | 1910  |
| ------ | ------ | ------ | ---- | ---- | ----- | ----- | ----- | ----- | ----- |
| 35     | 61     | 102    | 714  | -    | 3.451 | 4.133 | 4.320 | 4.998 | 5.446 |

| 1920  | 1930  | 1940  | 1950  | 1960  | 1970  | 1981  | 1990  | 1992  | 1994  |
| ----- | ----- | ----- | ----- | ----- | ----- | ----- | ----- | ----- | ----- |
| 5.609 | 6.131 | 6.087 | 5.749 | 6.944 | 7.070 | 7.973 | 8.044 | 7.924 | 7.924 |

| 1996  | 1998  | 2000  | 2002  | 2004  | 2006  | 2008   | 2010   | 2012   | 2014  |
| ----- | ----- | ----- | ----- | ----- | ----- | ------ | ------ | ------ | ----- |
| 7.727 | 7.711 | 7.878 | 8.390 | 8.868 | 9.620 | 10.510 | 10.545 | 10.658 | 9.637 |

| 2016  | 2018  | 2020  | 2022  | 2024  | 2026 | 2028 | 2030 | 2032 | 2034 |
| ----- | ----- | ----- | ----- | ----- | ---- | ---- | ---- | ---- | ---- |
| 9.494 | 9.402 | 9.434 | 9.612 | 9.943 | -    | -    | -    | -    | -    |

## Política
Des del restabliment de la monarquia parlamentària i la represa d'eleccions municipals el 1978, l'Ajuntament d'Alcanar ha estat dirigit per diferents partits. El Partit dels Socialistes de Catalunya (PSC), amb Xavier Ulldemolins i Ricard Bort posteriorment (2000-2003); Iniciativa per Catalunya Verds (ICV), amb Batiste Beltran, qui també va governar sota les sigles independents d'Acord per Alcanar (APAL); i, finalment, Esquerra Republicana de Catalunya (ERC), amb Alfons Montserrat (2006-2018) i Joan Roig qui governa des del 2018.
Nombre de regidors per partit
| Junts                                                                                                  | -  | -  | -  | -  | -  | -      | -  | -  | -  | -  | 1  | 3  |
| PSC | -  | 4  | 3  | 4  | 3  | 3      | 5  | 3  | 3  | 2  | 1  | 1  |
| PP | -  | 2  | 1  | 1  | 1  | 1      | 1  | 2  | 3  | 1  | 0  | -  |
| ERC | 0  | 0  | 1  | 2  | 2  | 2      | 2  | 4  | 8  | 7  | 8  | 7  |
| ECP | -  | -  | 5  | 5  | 5  | -      | 1  | 1  | 0  | -  | -  | -  |
| CUP | -  | -  | -  | 0  | -  | -      | -  | -  | -  | 1  | 2  | 2  |
| VOX | -  | -  | -  | -  | -  | -      | -  | -  | -  | -  | -  | -  |
| C's | -  | -  | -  | -  | -  | -      | -  | -  | -  | -  | -  | -  |
| CiU | -  | 3  | 3  | 1  | 1  | 1      | 1  | 3  | 3  | 2  | -  | -  |
| PSUC                                                                                                   | 3  | 4  | -  | -  | -  | -      | -  | -  | -  | -  | -  | -  |
| UCD | 5  | -  | -  | -  | -  | -      | -  | -  | -  | -  | -  | -  |
| Altres                                                                                                 | 5a | -  | -  | -  | 1b | 5c; 1b | 3c | -  | -  | -  | 1d | -  |
| Total                                                                                                  | 13 | 13 | 13 | 13 | 13 | 13     | 13 | 13 | 17 | 13 | 13 | 13 |
| a Unitat Canavera Independent; b Unió Independents Les Cases; c Acord per Alcanar; d Desperta't - FIC; |    |    |    |    |    |        |    |    |    |    |    |    |

## Llocs d'interès
- Jaciment de Sant Jaume-Mas d'en Serrà: poblat datat al primer ferro, en fase de recuperació, hi vivia el cabdill dels poblats de la vora.
- Moleta del Remei: poblat iber, adaptat per ser visitat, en el qual es va reconstruir una casa ibera, emprant les tècniques originals de l'època.
- Casa O'Connor: un dels darrers exemples que queden del barroc valencià, propietat de l'Ajuntament; avui dia s'hi celebren exposicions.[12]
- Cisterna del Vall: cisterna de 35 metres de llargària, 5 d'amplada i 7 de profunditat, on avui dia se celebren casaments civils, exposicions i concerts.
- Torre del carrer Nou: única resta visible de l'antiga muralla de la vila (s. XVI-XVII), restaurada l'any 1984.[3]
- Pont dels Estretets: per on durant segles es travessava el riu Sénia, únic reducte arquitectònic de l'època romana.
- Casa del Marquès: situat a la plaça durant anys, va ser propietat d'una entitat bancària.
- El Rocall: barri molt característic del nucli principal, producte del primer eixamplament extramurs del poble i format per cases entre mitgeres. Deu el seu nom al fet d'estar construït damunt la roca mare del turó on està situat.
- Ermita de la Mare de Déu del Remei
- Església de Sant Miquel: d'estil renaixentista/neoclàssic (segona meitat del segle xvi), va ser ampliada pels volts del 1870.[3]
- Església del Calvari: església-capella situada al Calvari d'Alcanar. De construcció popular. No s'hi celebren oficis.
- Església de Sant Pere: a les Cases, situada al costat del port.
- Port esportiu i pesquer de les Cases.

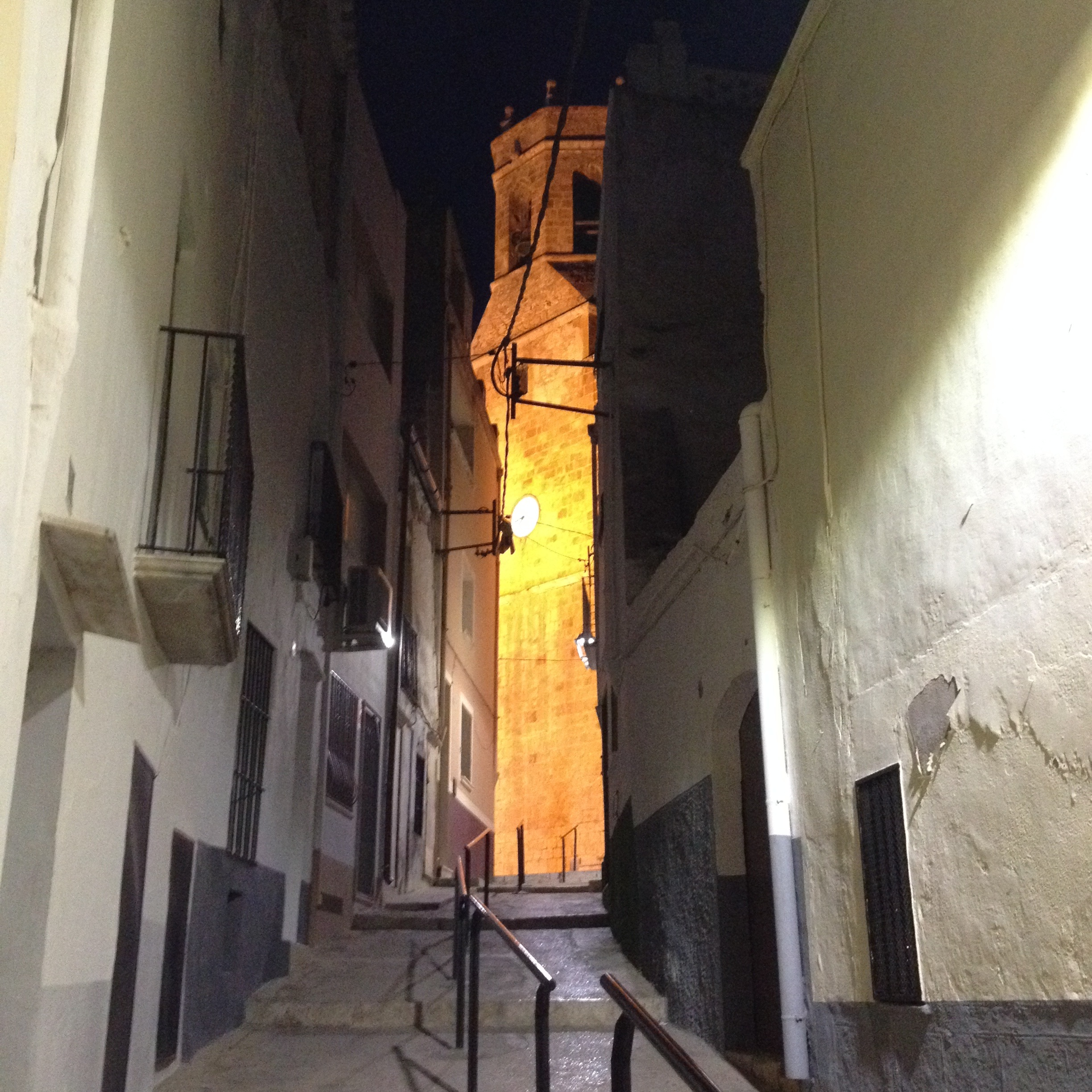
Campanar de l'església de Sant Miquel
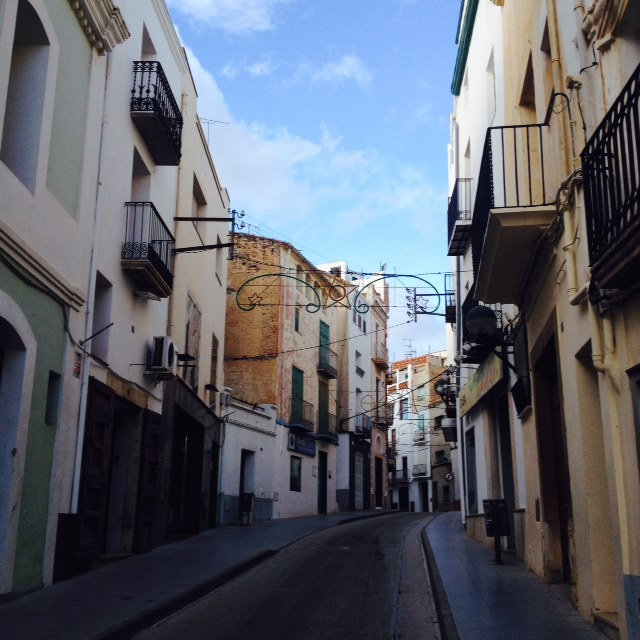
El carrer de Felip Pedrell
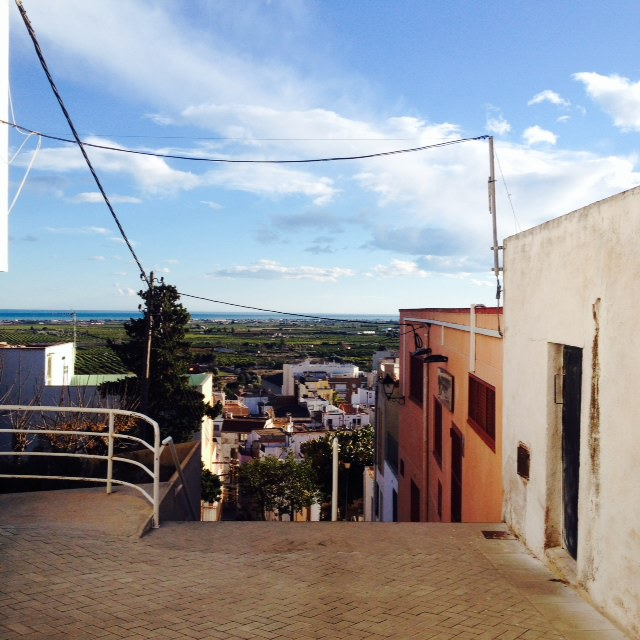
Vista dels tarongerars i el mar des del barri del Rocall
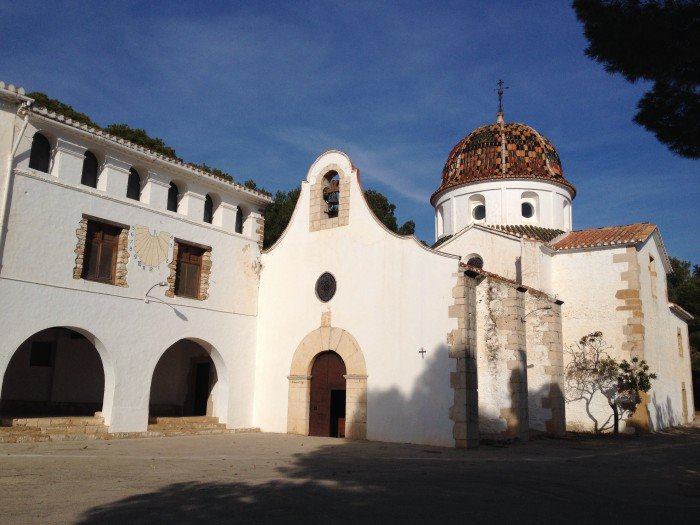
Ermita del Remei

## Festivitats i celebracions
Per Sant Antoni se celebra el Ball de Sant Antoni, molt semblant a una jota, que aplega un nombrós grup de canareus i canareves. Se celebra el primer cap de setmana després del 17 de gener. Durant molts anys, aquesta va ser la festa més gran de la jota celebrada a les Terres de l'Ebre. Durant la matinada del dissabte al diumenge, es fa una Despertada pels carrers del poble, en la qual es canten amb un cor d'homes diverses oracions i crides a Sant Antoni. L'acte més destacat n'és el ball: les parelles participants es reuneixen per celebrar en diferents punts de la ciutat el típic "ball de mantons", expressió del folklore i costums populars. També es fa la tradicional benedicció dels animals, amb repartiment de rotllets i panets per a tothom. Ells van vestits amb faixa i un mocador vermell al cap i elles porten lluents mantons.
El dia 15 de maig se celebra la festivitat de Sant Isidre Llaurador, patró dels pagesos; són les festes en les quals tenen lloc els tradicionals correbous.
El 29 de juny, a Les Cases se celebra la festivitat del patró dels pescadors i s'hi fan processons. Tradicionalment era un dia de festa sagrada, tot i que l'abandonament de l'activitat pesquera ha acompanyat també un abandonament de la festa.
El 16 de juliol, els pescadors fan una processó de vaixells i altres activitats festives, en honor de la Mare de Déu del Carme.
El 15 d'agost és la festa major de Les Cases.
El segon diumenge d'octubre, a Alcanar es torna a fer festa, en honor de la Mare de Déu del Remei. Les festes tenen un tarannà més cultural que les del mes de maig.
Les Festes Quinquennals d'Alcanar són unes festes en honor de la patrona, que se celebren cada cinc anys (els acabats en 4 i en 9). Es multipliquen les activitats, es baixa la Mare de Déu del Remei de la seva ermita i se celebra un novenari amb processons per gairebé tots els carrers de la ciutat i de les Cases d'Alcanar. Els carrers s'engalanen amb tot tipus d'ornaments, amb catifes de serradura com a eix de l'ornamentació i altars guarnits i monumentals en cadascun dels 9 sectors.
La vespra de l'1 de novembre se celebra la castanyada, una festa per a la joventut, que es troba en magatzems per menjar panellets i castanyes, abans de voltar pel poble per trobar-se amb les altres colles.
El 22 de novembre se celebra Santa Cecília, amb la Banda Municipal de Música, l'Agrupació Musical Canareva, i el Cor Iúbilo, oferint cercaviles i concerts.
La Nit de Nadal és tradició fer matines, una tradició semblant a la de la Castanyada, que se celebra amb els amics.